# René Mangold
René Mangold (7 dicembre 1963) è un bobbista svizzero.

## Biografia
Viene ricordato di una medaglia d'argento nella sua disciplina, ottenuta ai campionati mondiali del 1989 (edizione tenutasi a St. Moritz, Svizzera) insieme ai connazionali Nico Baracchi, Christian Reich e Donat Acklin. Nell'edizione l'oro andò all'altra svizzera, il bronzo alla nazionale tedesca.